# Maybee
Maybee es una villa ubicada en el condado de Monroe en el estado estadounidense de Míchigan. En el censo de 2010 tenía una población de 562 habitantes y una densidad poblacional de 215,27 personas por km².

## Geografía
Maybee se encuentra ubicada en las coordenadas 42°0′24″N 83°30′56″O / 42.00667, -83.51556. Según la Oficina del Censo de los Estados Unidos, Maybee tiene una superficie total de 2.61 km², de la cual 2.58 km² corresponden a tierra firme y (1.19%) 0.03 km² es agua.

## Demografía
Según el censo de 2010, había 562 personas residiendo en Maybee. La densidad de población era de 215,27 hab./km². De los 562 habitantes, Maybee estaba compuesto por el 96.62% blancos, el 1.42% eran afroamericanos, el 0.53% eran amerindios, el 0.36% eran asiáticos, el 0% eran isleños del Pacífico, el 0.36% eran de otras razas y el 0.71% pertenecían a dos o más razas. Del total de la población el 1.78% eran hispanos o latinos de cualquier raza.